# وليم رانكين
ويليام جون ماكورن رانكين William John Macquorn Rankine (ولد 5 تموز 1820 وتوفي في 24 كانون الأول 1872) وكان مهندس وفيزيائي اسكتلندي وكان من المساهمين مع رودولف كلوسيوس وويليام طمسون في تأسيس علم الثرموديناميك. وقد طور رانكين الدورة الكاملة للمحرك البخاري (دورة رانكن) بشكل عملي لجميع المحركات الحرارية. وقد استخدمت إرشادته لعدة عقود من قبل المهندسين منذ نشره في سنة 1850 و1860 وقد نشر مئات الصفحات حول العلوم الحرارية الهندسية.

## النشأة
ولد في إدنبرة والده ديفيد رانكين وأمه باربارا غرهام بدأ دراسته في المنزل ثم ألتحق في أكاديمية أير سنة 1828 ومن ثم أنهى الثاتوية بفترة قليلة سنة 1830 في ثانوية جلاكسو وفي سنة 1834 درسة العسكرية والبحرية مع الرياضي جورج ليس. وخلال تلك السنوات أصبح نابغ في الرياضيات وتلقى من عمه هدية كتاب مبادئ نيوتن في اللغة اللاتينية الأصلية.
بدأ سنة 1836 في دراسة سلسة من المواضيع العلمية في جامعة إدنبرة فدرس تاريخ الطبيعة عل يد روبرت جامسون Robert Jameson وفلسفة الطبيعة عل يد جيمس فوربس James David Forbes. غادر جامعة أدنبرة سنة 1838 بدون الحصول على أي درجة غالبا بسبب أزمة مالية مرت به عائلته. عمل بعد ذلك في السكك الحديدية وطور خلالها أساليب مسح السكك الحديدية واستغلالها بشكل كامل وعرفت بالطريقة الرانكينية
شهد العام 1842 أيضا أول محاولة رانكين لتحويل الظواهر الحرارة إلى نموذج رياضي ولكن شعر بالإحباط بسبب عدم وجود بيانات تجريبية كافية.

## الثرموديناميك
نجح في سنة 1849 في إيجاد علاقة بين ضغط البخار المشبع ودرجة الحرارة. واستخدم في السنوات اللاحقة نظريته(حركة الجزيئات الدوامية) في ايجاد علاقة بين درجة الحرارة والضغط والكثافة للغازات وشرح مبدأ الحرارة الكامنة للتبخر وللسائل وتنبأ بدقة على أن السعة الحرارية للبخار المشبع سيكون سالبا.
شجعه نجاحه على حساب الفعالية الحرارية للمحركات البخارية باستخدام نظريته للاستدلال على المبادئ حيث وجد أن فعالية المحرك البخاري يعتمد على درجتي الحرارة التي يعمل عندهما

## روابط خارجية
- وليم رانكين على موقع الموسوعة البريطانية (الإنجليزية)
- وليم رانكين على موقع ميوزك برينز (الإنجليزية)